# Großweiher
Großweiher ist ein Weiler und ein Ortsteil in der Gemarkung Thürnthenning der Gemeinde Moosthenning im niederbayerischen Landkreis Dingolfing-Landau.

## Lage
Großweiher liegt im Donau-Isar-Hügelland etwa zwei Kilometer nordöstlich von Moosthenning.

## Geschichte
Großweiher war ein Teil der Gemeinde Thürnthenning, mit der es im Rahmen der Gebietsreform in Bayern am 1. April 1971 zur Gemeinde Moosthenning gelangte. Kirchlich gehört Großweiher zur Pfarrei Ottering.

## Sehenswürdigkeiten
- Filialkirche St. Stephan. Der kleine Saalbau mit Dachreiter stammt aus der zweiten Hälfte des 15. Jahrhunderts.